# Дотракийский язык
Дотракийский язык (дотр. dothraki [d̪oθɾaki]), дотракин — искусственный язык, разработанный специально для дотракийских реплик в сериале «Игра престолов». Хотя язык дотракийцев постоянно упоминается в книгах Джорджа Мартина из цикла «Песнь Льда и Огня» и многие диалоги в главах Дейенерис Таргариен на самом деле ведутся именно на нём (хотя и переданы в книге английским), никакого разработанного дотракийского языка до создания сериала не существовало.

## История разработки
Разработчик языка Дэвид Дж. Питерсон из Общества создания языков (англ. Language creation society) был выбран на конкурсной основе — один из 35 кандидатов. Питерсон опирался на три главных принципа:
- Соответствие миру Мартина. В книгах не так много ориентиров для разработки языка, всего пара значащих слов и несколько десятков имен, что позволяет определить звучание и задает вектор в подходе к языку. Так, в книгах указаны порядок слов (подлежащее — сказуемое — дополнение: я владею пятью лошадьми), порядок прилагательных после существительных, отсутствие глаголов-связок. Питерсон учитывал также контрастный характер культуры дотракийцев.
- Художественное благозвучие. Причём, имея в виду назначение языка, он должен также хорошо запоминаться.
- Теоретическая осмысленность. Главной аналитической основой для дотракина в версии Питерсона послужили его собственные наработки, основанные на естественных языках: русском, турецком, эстонском, инуктитуте (крайний север Канады) и суахили.

В октябре 2014 года издательство Living Language совместно с HBO выпустило учебник и обучающий онлайн-курс по дотракийскому языку.

## Фонетика

### Гласные
| Гласные звуки | Дифтонги |
| ------------- | -------- |
| i [i]         | iy [ij]  |
| e [e]         | ey [ej]  |
| o [o]         | oy [oj]  |
| a [a]         | ay [aj]  |

## Грамматика

### Одушевлённые и неодушевлённые существительные
Имена существительные в дотракийском языке могут быть одушевлёнными и неодушевлёнными:
- К одушевлённым существительным, как правило, принадлежат существительные с окончанием /-ak/, слова с собирательными суффиксами /-(a)sar/, /-(e)ser/, /-(i)sir/, и /-(o)sor/. Кроме того, инфинитивы глаголов, когда они выполняют роль существительных, тоже считаются одушевлёнными. Примеры: rizh (сын), ashefa (река), tokik (дурак), lekh (язык).
- К неодушевлённым принадлежат слова с уменьшительным суффиксом /-i/, с усилительным суффиксом /-(s)of/, с циркумфиксом /ath- -(z)ar/, с суффиксами /-eyya/ и /-(i)kh/, сложносоставные слова. Примеры: qeso (корзина), alegra (утка), torga (желудок), elzikh (ответ).

Эти категории далеко не полностью совпадают с категориями одушевлённых и неодушевлённых существительных в английском или русском языке. Например, ramasar (равнина) считается одушевлённым, а yalli (ребёнок) — нет, и склоняются они соответственно.

### Падежи
В дотракийском языке пять падежей (склонение по падежам разное для одушевлённых и неодушевлённых имен существительных; кроме того, надо обращать внимание на множественное число):
- Именительный падеж — это основная форма слова. Он используется, когда имя существительное является в предложении подлежащим. Это и словарная форма тоже — в словаре имена существительные приведены в именительном падеже. Для всех одушевлённых существительных и для тех неодушевлённых, что заканчиваются на согласную, форма именительного падежа служит основой для дальнейшего склонения слова, к которой прибавляются суффиксы. Для неодушевленных существительных, заканчивающихся на гласную, эта гласная при прибавлении суффикса отбрасывается. В примерах ниже используются слова serja (кожаная безрукавка; неодушевлённое) и rizh (сын; одушевлённое). Слово rizhi — множественное число rizh.
- Родительный падеж обозначает притяжательные отношения. К корню неодушевлённого существительного добавляется суффикс /-i/: serj — serji (achrakh serji — вонь безрукавки); одушевленного — /-(s)i/ (ko rizhi — телохранитель сына); существительные во множественном числе в родительном падеже не меняются.
- Винительный падеж обозначает объект действия (прямое дополнение). Винительный падеж неодушевлённого существительного представляет собой корень слова: serja — serj (anha kaffe serj — я смял безрукавку); одушевленного — с суффиксом /-s/ во множественного числе слова, оканчивающегося на /-i/, или /-es/ в общем случае (lajak atthasa rizhes — воин побеждает сына).
- Аблативный падеж указывает на движение от объекта. К корню неодушевлённого существительного добавляется суффикс /-aan/: serja — serjaan; одушевлённого — /-(s)aan/ в единственном числе и /-(s)ea/ во множественном (rizhaan — от сына, rizhea — от сыновей).
- Аллативный падеж указывает на движение к объекту. К корню неодушевлённого существительного добавляется суффикс /-oon/: serja — serjoon; одушевлённого — /-(s)oon/ в единственном числе и /-(s)oa/ во множественном (rizhoon — к сыну, rizhoa — к сыновьям).

### Порядок слов в предложении
В дотракийском языке соблюдается строгий порядок членов предложения: сначала подлежащее, потом сказуемое, потом дополнение. Например: кhal ahhas arakh — кхал точит аракх. Сказуемое всегда следует за подлежащим. Глаголы-связки в дотракийском языке отсутствуют, так что простейшие предложения состоят только из двух слов: arakh hasa — aракх является острым.
Предложение можно усложнять за счет определений и обстоятельств, тоже выстраиваемых в особом порядке:
- ave — отец;
- ave erin — добрый отец (определение идёт после подлежащего);
- ave sekke erin — очень добрый отец (появилось наречие перед определением);
- jin ave sekke erin — этот очень добрый отец (появилось местоимение в начале фразы);
- jin ave sekke erin anni — этот очень добрый отец мой (притяжательное местоимение добавлено в конец фразы);
- jin ave sekke erin anni ma dorvoon — этот очень добрый отец с козой — мой (появилось обстоятельство в самом конце).

Правда, для дотракийской культуры последняя фраза не очень естественна, так что её можно заменить на следующую: jin ave sekke verven anni m’orvikoon — этот мой очень свирепый отец с кнутом.
В дотракийском языке активно используются предлоги[прояснить]. Пример использования — слова Дэйнерис, сказанные перед собранием дош кхалин: khalakka dothrae mr’anha — принц едет во мне. Здесь используется слово anha — я — с предлогом mra — внутри: mr’anha — во мне.
Обстоятельства, как правило, стоят в финальной части предложения. Обстоятельство может стоять в начале предложения, если говорящий хочет с его помощью сообщить какую-то дополнительную информацию, нужную для понимания фразы, но обычное место обстоятельства — в конце. Пример фразы без обстоятельства и с обстоятельством:
- me oge oqet — он убил овцу;
- me oge oqet oskikh — он убил овцу вчера.

Некоторые обстоятельства появляются всегда сразу после сказуемого. Примером может быть vosecchi, выражающее экспрессивное отрицание:
- yer ofrakhi sajoes mae — ты не дотронешься до её лошади;
- yer ofrakhi vosecchi sajoes mae! — ты никогда не дотронешься до её лошади!

Существует особый класс специальных обстоятельств, которые ставятся перед сказуемым:
- me kaffe rek tokikes — оно сокрушило того глупца;
- me ray kaffe rek tokikes — оно уже сокрушило того глупца;
- me laz kaffe rek tokikes — оно может сокрушить того глупца;
- me vil kaffe rek tokikes — ему удалось сокрушить того глупца.

## Письменность
Дотракийский язык является бесписьменным:
Официально, дотракийский язык не имеет письменности. И не будет иметь до тех пор, пока Джордж Мартин не решит, что она необходима.
Для записи отдельных фраз и коротких текстов используется общепринятая романизация на базе латинского алфавита без дополнительных знаков (см. Фонетика). В частности, романизация используется в словаре дотракийского языка. Существуют авторские варианты кириллической и арабской транслитераций.
Было предложено несколько гипотетических вариантов орфографии. Алфавит, созданный Qvaak в 2011 году, добавляет к латинскому алфавиту новые знаки, чтобы исключить диграфы, например zh > ʒ. Позже, в 2013 году, Qvaak предложил оригинальное слоговое письмо.
В 2012 году Carlos и Patrícia Carrion Torres предложили оригинальный алфавит в предположении, как он мог быть создан в мире «Игры престолов». Начертание букв представлено в двух вариантах: древнем (отчасти, идеографическом) и современном.